# Colin Davis (direttore d'orchestra)
Sir Colin Rex Davis (Weybridge, 25 settembre 1927 – Londra, 14 aprile 2013) è stato un direttore d'orchestra britannico.

## Biografia
Diplomatosi in clarinetto con F. Thurston al Royal College of Music di Londra è stato dapprima solista del suo strumento tanto come concertista quanto come orchestrale. Il suo vero desiderio è stato sempre quello di diventare direttore d'orchestra, ma a causa della sua poco sviluppata abilità nel suonare il pianoforte, non venne ammesso alla classe di direzione d'orchestra del medesimo College. 
Ciò nonostante, Davis iniziò la carriera di direttore a Chelsea (Crosby Hall) nel 1949 e nel 1950 presso il Chelsea Opera Group (una società teatrale semiprofessionale), dirigendo la Kalmar Chamber Orchestra's creata assieme ad alcuni suoi colleghi strumentisti, divenendo in seguito assistente alla BBC Orchestra Scozzese e direttore artistico alla Sadler's Wells Opera (1959) per la quale diresse Fidelio. Nel 1954 diresse la première nella St. Pancras Town Hall di Londra di "The Governess" di Charles Mallett.
Nel 1960 al Glyndebourne Festival Opera dirige Die Zauberflöte ed all'Università del Minnesota un concerto con l'Orchestra sinfonica di Minneapolis.
Al Royal Opera House di Londra nel 1960 dirige La valse di Maurice Ravel e Le Baiser de la fée e nel 1962 la sagra della primavera.
Dal 1961 al 1965 è direttore musicale dell'English National Opera al London Coliseum.
Nel Sadler's Wells Theatre di Londra nel 1961 dirige The Cunning Little Vixen di Leoš Janáček, nel 1963 "Ascesa e caduta della città di Mahagonny" di Kurt Weill (diretta anche a Stratford-upon-Avon) e nel 1965 la première di "The Mines of Sulphur" di Richard Rodney Bennett.
Nel 1965 diresse la prima rappresentazione nel Théâtre Sarah-Bernhardt (Théâtre de la Ville) di Parigi di "The Mines of Sulphur". 
Al Royal Opera House dirige Le nozze di Figaro nel 1965 e Der fliegende Holländer, Don Giovanni con Gwyneth Jones e Tito Gobbi e Fidelio nel 1967, The Midsummer Marriage di Michael Tippett nel 1968, Peter Grimes e Les Troyens nel 1969, Wozzeck e The Knot Garden di Tippett nel 1970, Così fan tutte e Das Lied von der Erde nel 1971, Nabucco, Otello nel 1972, Tannhäuser con  Jessye Norman nel 1973, La clemenza di Tito, Falstaff, Das Rheingold, Die Walküre e Pelléas et Mélisande con Ileana Cotrubaș nel 1974, Elettra e Sigfrido (opera) nel 1975, Benvenuto Cellini di Hector Berlioz ed Il crepuscolo degli dei nel 1976, Der Freischütz con Lucia Popp, The Ice Break di Tippett e The Trojans at Carthage di Hector Berlioz nel 1977, Idomeneo, re di Creta con Janet Baker e Tristan und Isolde nel 1978, Die Zauberflöte e The Rake's Progress nel 1979, Werther (opera) con José Carreras e Frederica von Stade e Simon Boccanegra con Sherrill Milnes e Kiri Te Kanawa nel 1980, Lulu (opera) e Samson et Dalila con Jon Vickers e Shirley Verrett nel 1981, Die Meistersinger von Nürnberg nel 1982, Carmen (opera) con Leona Mitchell, Carreras ed Agnes Baltsa ed Il trovatore con Katia Ricciarelli e Carreras nel 1983, Turandot con Plácido Domingo e la Jones nel 1984, La traviata, A Florentine Tragedy di Alexander von Zemlinsky e The Birthday of the Infanta nel 1985, Salomè (opera) con José van Dam, la Jones ed Helga Dernesch ed Eugene Onegin nel 1986, Ariadne auf Naxos con Edita Gruberová ed Anna Tomowa-Sintow nel 1987, La damnation de Faust con Samuel Ramey nel 1993, nel Manon (Massenet) nel 1994, Die Entführung aus dem Serail nel 1996, Il giro di vite (opera) nel 1997 ed Hänsel e Gretel (opera) con Diana Damrau nel 2008. Fino al febbraio 2012 il maestro ha diretto 218 rappresentazioni londinesi. 
Nel 1967 debutta al Metropolitan Opera House di New York nella ripresa di Peter Grimes con Vickers e Lucine Amara.
Dal 1967 al 1971 è stato direttore della BBC Symphony Orchestra, succedendo a Georg Solti, dove ha svolto la maggior parte della sua attività. 
Nel 1969 al Metropolitan dirige Wozzeck. 
Nel Royal Opera House, Covent Garden di Londra nel 1969 ha diretto la ripresa integrale di "Les Troyens" e "Les Troyens à Carthage" di Hector Berlioz e nel 1970 ha diretto la première di "The Knot Garden" di Tippett.
Dal 1971 al 1986 è stato il direttore musicale del Covent Garden.
In seguito ha diretto la Boston Symphony Orchestra (1972 - 1983) con la quale ha effettuato alcune delle sue migliori incisioni, tra cui spicca in particolare quella delle sinfonie e di alcuni brani orchestrali di Jean Sibelius e nel 1984 la prima assoluta di The Mask of Time di Tippett nella Symphony Hall.
Nel 1972 dirige Pelléas et Mélisande con Giorgio Tozzi al Metropolitan e la prima assoluta della Sinfonia n. 1 di Tippett con Heather Harper al Royal Festival Hall di Londra.
Nel 1974 dirige le prime esecuzioni assolute a Londra di "Tristan" di Hans Werner Henze e del Quintetto d'ottoni di Elliott Carter.
Al Festival di Salisburgo debutta nel 1974 dirigendo il Concerto per pianoforte e orchestra n. 21 (Mozart) e la Sinfonia n. 101 (Haydn) con i Wiener Philharmoniker, che in seguito dirigerà altre poche volte con programmi che includevano prevalentemente lavori di Hector Berlioz, compositore prediletto dal maestro.
Al Bayreuther Festspiele nel 1977 dirige Tannhäuser (opera) con Éva Marton e Dame Gwyneth Jones e ritorna anche con la stessa opera nel 1978. Era la prima volta che un direttore d'orchestra britannico riceveva tale incarico.
Nel 1981 dirige la prima del Concerto per violoncello e orchestra n. 1 (Dvořák) con Heinrich Schiff a Northampton (contea di Bucks).
Negli anni ottanta è stato anche ospitato a dirigere sia in sede che in tournée i Berliner Philharmoniker, che diresse una sola volta nella sua vita, nell'ampia suite sinfonica di Gustav Holst The planets.
Direttore dell'Orchestra sinfonica della Radio Bavarese di Monaco di Baviera (1983-1992) e, dal 1995, della London Symphony Orchestra. Dal 1998 è fra principali direttori della New York Philharmonic Orchestra.
Alla Wiener Staatsoper nel 1986 dirige Werther con Carreras e la Baltsa, nel 1990 una selezione di passi scelti da Die Meistersinger von Nürnberg di Richard Wagner con Walter Berry e Lucia Popp e nel 1994 Idomeneo (opera) con Anne Sofie von Otter.
Al Teatro alla Scala di Milano nel 1991 Sir Colin Davis dirige la Sächsische Staatskapelle Dresden in musiche di Wolfgang Amadeus Mozart, nel 1996 Les Troyens, nel 1999 e nel 2004 un concerto con la London Symphony Orchestra ed infine nel maggio 2012 torna con la Staatskapelle Dresden e le musiche di W.A. Mozart.
Ancora a Salisburgo nel 1991 dirige La clemenza di Tito con Sylvia McNair e la Sinfonia n. 3 (Beethoven) e la Sinfonia n. 31 (Mozart) con la Staatskapelle Dresden e nel 2011 un concerto con Susan Graham.
Nell'aprile 2012 dirige Der Freischütz al Barbican Centre di Londra.
Il suo ampio repertorio comprendeva soprattutto opere di due tra i suoi più amati compositori : Wolfgang Amadeus Mozart e Hector Berlioz per i quali aveva scelto di specializzarsi. Mozart con (Idomeneo, Don Giovanni, Così fan tutte, La clemenza di Tito) e Hector Berlioz così come anche composizioni di Beethoven, qualche piccola incursione in opere di Stravinskij, Gounod, nonché alcuni lavori del suo connazionale Britten Peter Grimes e The Turn of the Screw.
Il 21 settembre 2012 il Festival MITO SettembreMusica comunicava che Sir Colin Davis, a causa di un grave malore, era stato ricoverato con urgenza in ospedale e non avrebbe potuto dirigere il concerto in programma la sera stessa al Conservatorio di Milano.

## Vita privata
È stato sposato con il soprano April Cantelo da cui ebbe tre figli. Nel 1964 sposò in seconde nozze l'iraniana Ashraf "Shamsi" Naini, con cui convisse fino alla morte di lei nel 2010. Nel 1980 è stato insignito del titolo di sir (cavaliere).
Dopo la morte della moglie, la sua salute è progressivamente peggiorata. Nel maggio 2012 ha sofferto una caduta dal podio mentre dirigeva la Sächsische Staatskapelle Dresden, senza subire particolari conseguenze. È scomparso nel 2013 all'età di 85 anni dopo una breve malattia.
Avrebbe dovuto dirigere nel maggio 2013 L'enfance du Christ di Berlioz al Festival de Saint-Denis (Senna-Saint-Denis).

## Discografia parziale
Complessivamente ha registrato circa 320 album.
Per la Philips Classics ha registrato importanti brani, con la Boston Symphony Orchestra.
- Beethoven, Conc. pf. n. 1, 2 - Kovacevich/Davis, 1970 Decca
- Beethoven, Conc. pf. n. 4, 5 - Kovacevich/Davis/LSO/BBC, 1969/1974 Decca
- Beethoven, Conc. vl./Conc. pf. n. 3 - Grumiaux/Kovacevich/Davis, Decca
- Beethoven, Conc. vl./Romanze vl. n. 1-2 - Grumiaux/Davis/Waart, 1970/1974 Philips
- Beethoven: Overtures - Sir Colin Davis/Symphonieorchester des Bayerischen Rundfunks, 1986 Sony/CBS
- Berlioz, Requiem/Sinf. funebre - Davis/LSO/Dowd, 1969 Philips - Grammy Award per Best Choral Performance 1972 per il Requiem
- Berlioz, Sinfonia fantastica - Davis/CGO, 1974 Philips
- Berlioz, I Troiani A Cartagine (Les Troyens) - Davis/Bainbridge/Partridge/Vickers/Glossop/Royal Opera House Orchestra, 1969 Philips - Grammy Award per Best Opera Recording e Grammy Award al miglior album di musica classica 1971
- Berlioz, Les Troyens - Davis/Mingardo/Tarver/London Symphony Orchestra, 2002 - Grammy Award per Best Opera Recording e Grammy Award al miglior album di musica classica 2002
- Berlioz, Benvenuto Cellini - Davis/BBC Symphony Orchestra/Chorus of the Royal Opera House/Berbié/Gedda, 1972 Philips - Grammy Award per Best Opera Recording 1973
- Berlioz, La Damnation de Faust - Davis/Veasey/Bastin/London Symphony Orchestra/Gedda, 1973 Philips - Grammy Award per Best Choral Performance 1975
- Berlioz Overtures - Sir Colin Davis/Staatskapelle Dresden, 1998 BMG/RCA
- Brahms, Conc. pf. n. 1/Variazioni Haendel - Kovacevich/Davis/LSO, 1968/1979 Decca
- Brahms: Symphonies; Overtures; Haydn Variations; Piano Concertos; Violin Concerto - Sir Colin Davis/Symphonieorchester des Bayerischen Rundfunks, 2004 BMG/RCA
- Britten, Giro di vite - Davis/Donath/Tear/Langridge, 1981 Decca
- Britten, Peter Grimes - Davis/Vickers/Harper/Allen, 1978 Decca - Grammy Award per Best Opera Recording 1980
- Britten, Sogno di una notte di mezza estate - Davis/Asawa/McNair/Ferguson, 1995 Decca
- Dvorák: Symphony No. 9 - "From the New World" - London Symphony Orchestra/Sir Colin Davis, 1999 LSO
- Elgar: Il sogno di Geronte, London Symphony Orchestra, 2005, LSO Live
- Elgar: Enigma Variations, Introduction & Allegro - London Symphony Orchestra/Sir Colin Davis, 2007 LSO
- Elgar: Violin Concerto - Nikolaj Znaider/Sir Colin Davis/Staatskapelle Dresden, 2010 Sony/RCA
- Gounod, Faust - Davis/Te Kanawa/Araiza, 1986 Decca
- Grieg, Peer Gynt/Conc. pf. - Kovacevich/Davis/Blomstedt, Decca
- Haendel, Messia - Davis/Harper/Watts/Wakefield, 1966 Philips
- Handel: Messiah - London Symphony Orchestra/Sir Colin Davis, 2007 LSO
- Haydn, Sinf. n. 93, 94, 97, 99, 100, 101 - Davis/Royal CGO, 1975/1981 Philips
- Haydn, Sinf. n. 95, 96, 98, 102, 103, 104 - Davis/Royal CGO, 1976/1981 Philips
- Holst: The Planets - London Symphony Orchestra/Sir Colin Davis, 2003 LSO
- Massenet, Werther - Davis/Carreras/Stade/Allen, 1980 Decca
- Mozart, Conc. vl. n. 1-5 - Grumiaux/Davis/LSO, 1964/1967 Philips
- Mozart, Flauto magico - Davis/Schreier/Price/Serra, 1984 Philips
- Mozart, Nozze di Figaro - Davis/Norman/Freni/Ganzarolli, 1971 Decca
- Mozart: Marriage of Figaro - Monika Schmidt/Ingrid Kertesi/Claes H. Ahnsjö/Sir Colin Davis/Heinz Zednik/Symphonieorchester des Bayerischen Rundfunks/Cornelia Kallisch/Ferruccio Furlanetto/Marilyn Schmiege/Atsuko Suzuki/Helen Donath/Chor des Bayerischen Rundfunks/Siegmund Nimsgern/David Syrus/Michael Gläser/Julia Varady/Gerhard Auer/Alan Titus, 1991 BMG/RCA
- Mozart, Così fan tutte - Davis/Royal Opera House Orchestra/Caballé/Baker/Cotrubas/Gedda, 1974 Philips - Grammy Award per Best Opera Recording 1976
- Mozart: Requiem (Live) - London Symphony Orchestra/Sir Colin Davis, 2008 LSO
- Mozart: Requiem, Choral Works - Chor des Bayerischen Rundfunks/Christian M. Immler/Sir Colin Davis/Symphonieorchester des Bayerischen Rundfunks, 1991 RCA/SONY BMG
- Mozart/Schumann - Evgeny Kissin/London Symphony Orchestra/Sir Colin Davis, 2007 EMI/Warner
- Puccini, Bohème - Davis/Ricciarelli/Carreras, 1979 Decca
- Puccini, Tosca - Davis/Caballé/Carreras, 1976 Philips
- Schubert: Symphonies Nos. 1-6, 8 & 9 - Sir Colin Davis/Staatskapelle Dresden, 2004 BMG/RCA
- Schumann, Grieg: Piano Concertos - Symphonie orchester des Bayerischen Rundfunks/Sir Colin Davis/Academy of St. Martin in the Fields/Murray Perahia/Bavarian Radio Symphony Orchestra/Sir Neville Marriner, 1975/1989 CBS/SONY BMG
- Sibelius, Sinf. n. 1-7/Poemi sinf./Conc. per vl. - Davis/BSO/Accardo/LSO, 1975/1979 Decca
- Verdi, Ballo in maschera - Davis/Carreras/Wixell/Caballé, 1979 Decca
- Verdi, Falstaff - Davis/Ibarra/Bezduz/Henschel/Moreno/Domashenko/Pertusi/London Symphony Orchestra, 2004 LSO - Grammy Award per Best Opera Recording 2006
- Wagner: Lohengrin - Sir Colin Davis/Symphonie-Orchester Des Bayerischen Rundfunks, 1995 BMG/RCA
- Sir Colin Davis - The Complete RCA Legacy, 1985/2006 Sony/RCA
- Davis, Le sinfonie - LSO/CGO/BSO/Staat. Dresden, Decca
- Claude Debussy: La Mer (1982)
- Claude Debussy: Three Nocturnes with the women of the Tangelwood Festival Chorus (1982)
- Edvard Grieg: Piano Concerto, with Claudio Arrau (1980)
- Felix Mendelssohn: A Midsummer's Night Dream - incidental music (1975)
- Felix Mendelssohn: Symphony No. 4 (1975)
- Franz Schubert: Rosamunde - incidental music (1982)
- Franz Schubert: Symphony No. 9 (1980)
- Robert Schumann: Piano Concerto, con Claudio Arrau (1980)
- Pëtr Il'ič Čajkovskij: Piano Concerto No.1, con Claudio Arrau (1979)
- Pëtr Il'ič Čajkovskij: 1812 Overture con il Tangelwood Festival Chorus (1980)
- Pëtr Il'ič Čajkovskij: Romeo and Juliet Overture (1979)

## DVD & BLU-RAY parziale
- Humperdinck: Hansel und Gretel (Royal Opera House, 2008) - Angelika Kirchschlager/Diana Damrau/Elizabeth Connell/Thomas Allen/Anja Silja/Colin Davis, Opus Arte/Naxos
- Mozart: Die Zauberflote (Royal Opera House, 2003) - Diana Damrau/Simon Keenlyside/Colin Davis, Opus Arte/Naxos
- Strauss R: Ariadne auf Naxos (Semperoper Dresden, 2000) - Arthaus Musik/Naxos
- Wagner, Tannhäuser - Davis/Wenkoff/Weikl/Sotin, regia Götz Friedrich 1978 Deutsche Grammophon